# Odontoscapus platynotus
Odontoscapus platynotus är en stekelart som först beskrevs av Cameron 1909.  Odontoscapus platynotus ingår i släktet Odontoscapus och familjen bracksteklar. Inga underarter finns listade i Catalogue of Life.